# Chris Willis
Chris Willis é um cantor, compositor e produtor musical estadunidense. Embora tenha iniciado a carreira na música gospel, tornou-se mundialmente conhecido como vocalista em canções do DJ francês David Guetta.

## Singles

### Como artista principal
| Título                                                                                        | Ano  | Posições em paradas músicais | Posições em paradas músicais | Posições em paradas músicais | Posições em paradas músicais | Posições em paradas músicais | Posições em paradas músicais | Posições em paradas músicais | Posições em paradas músicais | Posições em paradas músicais | Posições em paradas músicais | Certificações                                                               | Álbum             |
| Título                                                                                        | Ano  | EUA                          | AUS                          | AUT                          | BEL                          | FRA                          | ALE                          | HOL                          | SUE                          | SUI                          | UK                           | Certificações                                                               | Álbum             |
| --------------------------------------------------------------------------------------------- | ---- | ---------------------------- | ---------------------------- | ---------------------------- | ---------------------------- | ---------------------------- | ---------------------------- | ---------------------------- | ---------------------------- | ---------------------------- | ---------------------------- | --------------------------------------------------------------------------- | ----------------- |
| "Tomorrow Can Wait" (with David Guetta vs. Tocadisco)                                         | 2008 | —                            | —                            | 47                           | 44                           | 7                            | 56                           | 35                           | —                            | 43                           | 84                           |                                                                             | Pop Life          |
| "Everytime We Touch" (with David Guetta, Steve Angello and Sebastian Ingrosso)                | 2009 | —                            | —                            | —                            | 12                           | —                            | —                            | 46                           | —                            | 97                           | 68                           |                                                                             | Pop Life          |
| "Gettin' Over You" (with David Guetta featuring Fergie and LMFAO)                             | 2010 | 31                           | 5                            | 4                            | 18                           | 1                            | 15                           | 31                           | 28                           | 11                           | 1                            | - ARIA: 2× Platina - IFPI AUT: Ouro - BVMI: Ouro - GLF: Platina - BPI: Ouro | One Love          |
| "Louder (Put Your Hands Up)"                                                                  | 2010 | —                            | —                            | —                            | 27                           | —                            | —                            | —                            | —                            | —                            | —                            |                                                                             | Non-album singles |
| "Watch the World Go By" (with Rebel and Dimaro)                                               | 2014 | —                            | —                            | —                            | 27                           | —                            | —                            | —                            | —                            | —                            | —                            |                                                                             | Non-album singles |
| "Something More" (with Mark With a K featuring MC Alee)                                       | 2014 | —                            | —                            | —                            | 33                           | —                            | —                            | —                            | —                            | —                            | —                            |                                                                             | Non-album singles |
| "So Good" (with Sean Finn)                                                                    | 2015 | —                            | —                            | —                            | 36                           | —                            | —                            | —                            | —                            | —                            | —                            |                                                                             | Non-album singles |
| "Would I Lie to You" (with David Guetta and Cedric Gervais)                                   | 2016 | —                            | —                            | 2                            | 34                           | 20                           | 2                            | —                            | 80                           | 24                           | —                            | - SNEP: Ouro - BVMI: Platina - IFPI AUT: Ouro                               | Non-album singles |
| "—" indica que a gravação não foi incluída nas paradas ou não foi distribuída naquela região. |      |                              |                              |                              |                              |                              |                              |                              |                              |                              |                              |                                                                             |                   |

### Como artista convidado
| Título                                                                                        | Ano  | Posições em paradas músicais | Posições em paradas músicais | Posições em paradas músicais | Posições em paradas músicais | Posições em paradas músicais | Posições em paradas músicais | Posições em paradas músicais | Posições em paradas músicais | Posições em paradas músicais | Certificações                  | Álbum                   |
| Título                                                                                        | Ano  | EUA                          | AUT                          | BEL                          | FRA                          | ALE                          | NLD                          | SUE                          | SUI                          | UK                           | Certificações                  | Álbum                   |
| --------------------------------------------------------------------------------------------- | ---- | ---------------------------- | ---------------------------- | ---------------------------- | ---------------------------- | ---------------------------- | ---------------------------- | ---------------------------- | ---------------------------- | ---------------------------- | ------------------------------ | ----------------------- |
| "Just a Little More Love" (David Guetta featuring Chris Willis)                               | 2001 | —                            | —                            | 29                           | 29                           | —                            | 80                           | —                            | 59                           | 19                           |                                | Just a Little More Love |
| "Love Don't Let Me Go" (David Guetta featuring Chris Willis)                                  | 2002 | —                            | —                            | 10                           | 4                            | —                            | 37                           | —                            | 13                           | 46                           | - SNEP: Ouro - BEA: Ouro       | Just a Little More Love |
| "People Come People Go" (David Guetta featuring Chris Willis)                                 | 2002 | —                            | —                            | 7                            | 42                           | —                            | —                            | —                            | 54                           | —                            |                                | Just a Little More Love |
| "Money" (David Guetta featuring Chris Willis e Moné)                                          | 2004 | —                            | —                            | —                            | 63                           | —                            | —                            | —                            | 52                           | —                            |                                | Guetta Blaster          |
| "Stay" (David Guetta featuring Chris Willis)                                                  | 2004 | —                            | —                            | 10                           | 18                           | —                            | —                            | —                            | 82                           | 78                           |                                | Guetta Blaster          |
| "Love is Gone" (David Guetta featuring Chris Willis)                                          | 2007 | 98                           | 15                           | 21                           | 3                            | 36                           | 10                           | 9                            | 11                           | 9                            | - SNEP: Prata - IFPI SUI: Ouro | Pop Life                |
| "—" indica que a gravação não foi incluída nas paradas ou não foi distribuída naquela região. |      |                              |                              |                              |                              |                              |                              |                              |                              |                              |                                |                         |